# Catedral de Sant Joan el Diví

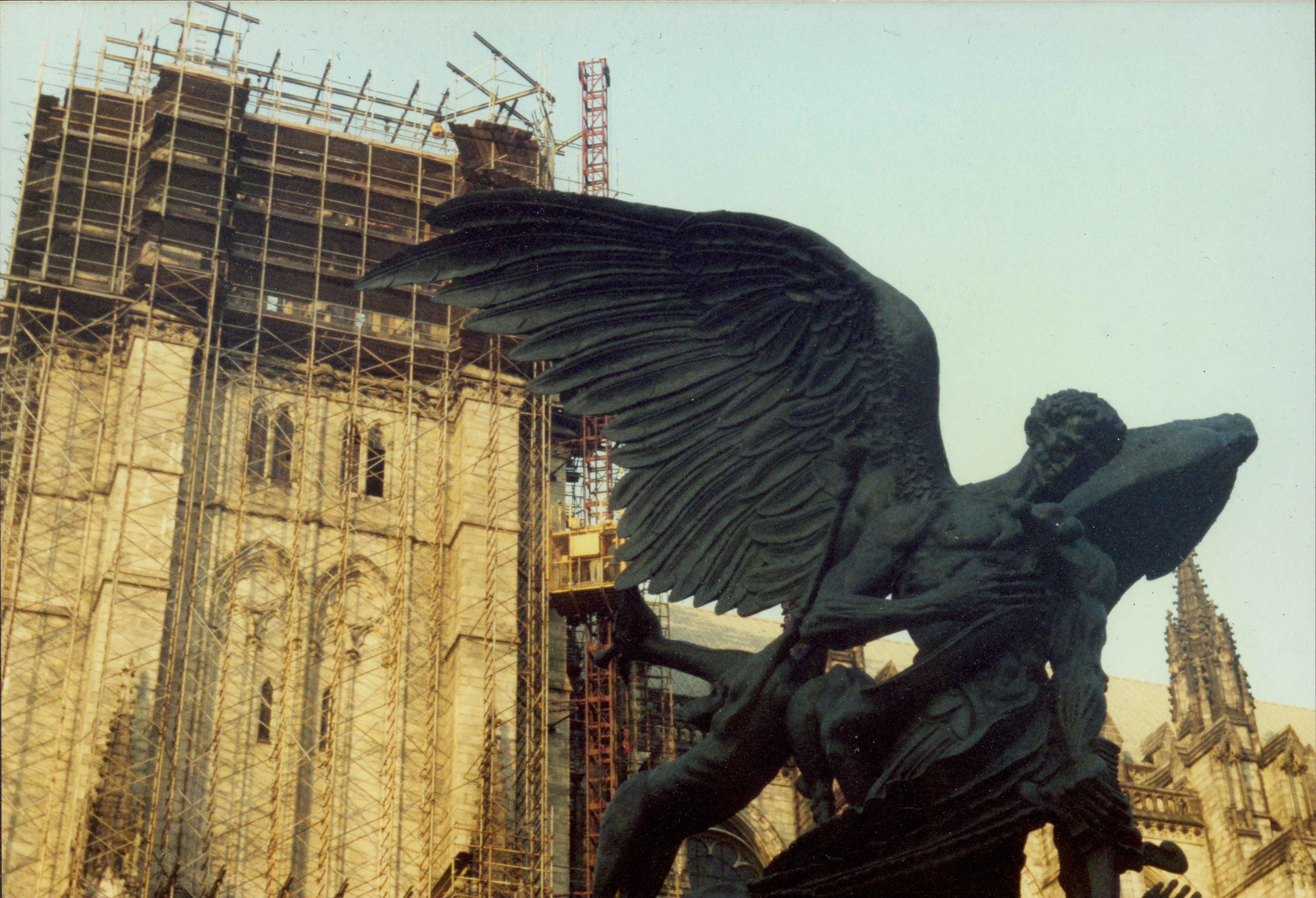
Vista de la torre sud

La catedral de Sant Joan el Diví de Nova York és la catedral de l'Església Episcopal dels Estats Units,una branca de l'anglicanisme, a la diòcesi de Nova York. Està situada al número 1.047 d'Amsterdam Avenue (a l'alçada del carrer 112) al barri de Morningside Heights, a Manhattan. El nom complet és Cathedral Church of Sant John the Divine in the City and Diocese of New York, és a dir, catedral de Sant Joan el Diví a la ciutat i diòcesi de Nova York.
La catedral és un lloc turístic important, i encara roman inacabada, constitueix la catedral més gran del món, segons el Llibre Guinness de rècords. Segons altres amidaments, serien més grans la catedral de Sevilla i la catedral de Milà. Saint John the Divne ocupa una superfície d'11.200 metres quadrats i la nau central fa 183,2 metres de llargada. L'alçada interior de les naus és de 37,8 metres.
El terreny de 47.000 m² sobre el qual la catedral ha estat construïda (terreny on abans hi havia el cèlebre orfenat Leake and Watts Orphan Asylum) va ser adquirit el 1887. Els arquitectes George Lewis Heins i Christopher Grant LaFarge del despatx Heins & LaFarge van dibuixar els plans. Les obres van comencar l'any 1892.
Una rivalitat amb la comunicat catòlica romana, que a Nova York havia construït la catedral de Sant Patrici, és a l'origen de la construcció d'aquesta catedral. L'Església Episcopal aspirava a representar l'ideal americà d'integració de persones de procedències diverses i constituir una mena de catedral nacional. Cal tenir en compte, per entendre el context, que quan es va projectar, la meitat de la població de Nova York era nascuda fora de la ciutat. No és pas casual que la construcció comencés el mateix any que entrava en servei un nou centre d'acollida d'immigrants a Ellis Island. Les capelles a l'entorn del deambulatori són anomenades capelles de les llengües perquè són dedicades a les set grans comunitats d'immigrants arribades a Nova York entre la fi del segle xix i començaments del segle xxː Escandinàvia, Alemanya, Illes Britàniques, Europa de l'Est i Àsia, França, Itàlia i Espanya.

## La construcció
La construcció va començar el 27 de desembre de 1892, el dia dels sants Joans, apòstol i evangelista. Els fonaments van ser molt cares: calia una excavació onerosa, per mor de la presència de socolades rocoses, que van portar la profunditat de l'excavació a prop de 22 metres. Els primers oficis religiosos van ser celebrats a la cripta d'ençà 1899.
Els plans originals de Heins & LaFarge, en estil romànic i neobizantí, foren canviats després de la construcció de la gran cúpula sobre el transsepte (1909) una obra de Rafael Guastavino. Aquest va fer servir la tècnica de la volta catalana de maó que havia importat i expandit als Estats Units. La volta es va bastir en tan sols quinze setmanes.
A partir de 1911 s'adoptà un estil gòtic d'inspiració francesa: la nau i la capçalera són d'inspiració gòtica mentre que el creuer és d'estil romànic i romà d'Orient. Però en conjunt l'estil gòtic es el que predomina i la catedral es considera un exponent destacat de l'arquitectura neogòtica als Estats Units.

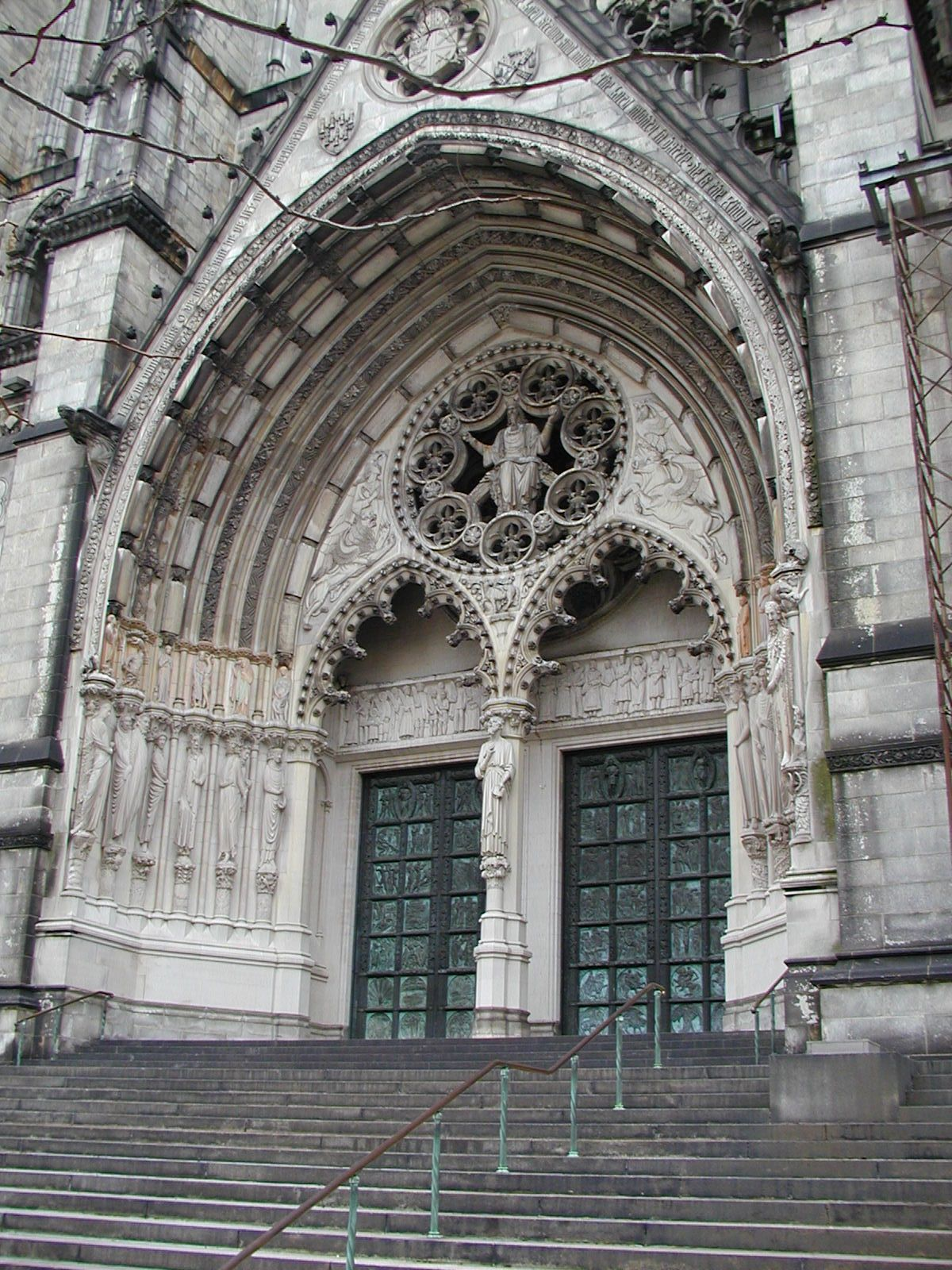
L'entrada oest de la catedral, acabada el 1997

La direcció de l'obra en aquesta nova fase neogòtica correspon a l'arquitecte Ralph Adams Cram i inclou, sobretot, la construcció de les naus. La rosassa de la façana principal es va instal·lar el 1932. Es va consagrar la nau el 1941, just abans dels bombardeigs de Pearl Harbor. Aleshores, les obres van ser interrompudes, d'una banda perquè el bisbe de l'època preferia que els fons es gastessin en obres benèfiques, però també perquè l'entrada en guerra dels americans feia que ho hi havia prou mà d'obra disponible.
El reverend James Parks Morton, que va esdevenir degà de la catedral el 1972, va fomentar una recuperació de la construcció i, el 1979, el reverend Paul Moore, aleshores bisbe, va decidir de continuar la construcció, en part per perpetuar el coneixement de la maçoneria tradicional, donar així als joves dels barris propers una formació pràctica de qualitat.
La construcció de les torres va continuar així de manera irregular fins al començament dels anys 1990, quan es van aturar per manca de fons. Inutilitzades i desgastades pel temps, les bastides tenen envoltada des de sempre la torre sud. Gràcies als treballs dels escultors Simon Verity i Jean-Claude Marchionni, la portada central de la façana oest de la catedral i les estàtues van ser acabades el 1997.
El 1992 l'arquitecte valencià Santiago Calatrava va guanyar un concurs de projectes per a l'acabament de la catedral  que no es va realitzar. El mes de desembre de l'any 2001 la catedral va patir un incendi que va requerir una intensa restauració, finalitzada el 2008.
Des de l'any 2017 figura inclosa a la llista oficial d'edificis i llocs notables com a landmarks de la ciutat de Nova York.

## Descripció
A la façana, destaquen les grans portes de bronze, amb seixanta baixos relleus representant episodis bíblics. Aquestes portes van ser realitzades per la foneria Barbedienne de París.
La volta del creuer és obra de l'arquitecte valencià Rafael Guastavino, feta amb la tècnica tradicional de la volta catalana que Guastavino va desenvolupar als Estats Units.
A l'entorn del presbiteri destaquen vuit imponents columnes de granit, de dimensions colossals. En una de les capelles del deambulatori hi ha un tríptic de Keith Haring dedicat a la vida de Jesús (1990).
El gran orgue va ser construït per Ernst Skinner (1910, ampliat el 1954) 
La catedral conserva una important col·lecció de tapissos, principalment els anomenats Tapissos Barberini, obra italiana del segle xvii constituïda per dotze peces que representen escenes de la vida de Jesús. La conservació és a càrrec d'un laboratori especialitzat que té la seu a la mateixa catedral.
A l'entorn de la catedral hi ha diversos edificis de serveis relacionats i un parc on hi destaca un curiós monument de bronze de grans dimensions, la font de la Pau, obra de l'escultor Greg Wyatt (1985), que fa referència al conflicte entre el bé i el mal.